# Partito Repubblicano Portoghese
Il Partito Repubblicano Portoghese è stato un partito politico portoghese formato durante gli ultimi anni della monarchia costituzionale che riuscì nel suo intento di sostituirla con la prima repubblica portoghese.
Quando la Repubblica fu fondata nella Rivoluzione del 5 ottobre 1910, i membri del partito inizialmente si unirono, ma presto iniziarono a dividersi in partiti diversi, tra cui il Partito Democratico, Partito Repubblicano di Sinistra Democratica, Partito Riformista, Unione Repubblicana, Partito Evoluzionista, Repubblicano Centrist Partito, Partito Popolare, Partito Radicale, Partito Liberale Repubblicano, Unione Repubblicana Liberale, Partito della Ricostituzione e Partito Repubblicano Nazionalista.

## Nella rivoluzione del 1910
Il movimento rivoluzionario del 5 ottobre 1910 si è verificato in seguito all'azione ideologica e politica che, dalla sua creazione nel 1876, il Partito Repubblicano Portoghese (PRP) aveva sviluppato con l'obiettivo di rovesciare il regime monarchico.
Facendo dipendere il rinnovamento nazionale dalla fine della monarchia, il Partito Repubblicano riuscì a definirsi distinto dal Partito Socialista Portoghese, che difendeva una collaborazione con il regime in cambio dei diritti della classe operaia e attirava la simpatia del sezioni insoddisfatte della società.
I disaccordi all'interno del partito divennero più collegati a questioni di strategia politica che ideologica. La direzione ideologica del repubblicanesimo portoghese era stata tracciata molto prima dalle opere di José Félix Henriques Nogueira, poco cambiate nel corso degli anni, se non in termini di adattamento successivo alle realtà quotidiane del paese. Le opere di Teófilo Braga hanno contribuito a questo compito cercando di concretizzare le idee decentralizzanti e federaliste, abbandonando la qualità socialista a favore degli aspetti democratici. Questo cambiamento mirava anche ad attirare la piccola e media borghesia, che si trasformò in una delle principali basi del sostegno repubblicano. Nelle elezioni del 13 ottobre 1878 il PRP ha eletto il suo primo membro del parlamento, José Joaquim Rodrigues de Freitas, per Porto.
C'era anche l'intenzione di dare al rovesciamento della monarchia sfumature di unificazione, nazionalismo ed essere al di sopra degli interessi particolari delle singole classi sociali. Questa panacea che avrebbe curato, una volta per tutte, tutti i mali della nazione, elevandola alla gloria, enfatizzava due tendenze fondamentali: nazionalismo e colonialismo. Da questa combinazione è nata la definitiva abbandono del federalismo iberico, brevettato nelle prime tesi repubblicane di José Félix Henriques Nogueira, identificando la monarchia come antipatriottismo e cedimento agli interessi stranieri. Un'altra forte componente dell'ideologia repubblicana è stata enfatizzata dall'anticlericalismo, dovuto alla teorizzazione di Teófilo Braga, che ha identificato la religione come un ostacolo al progresso e responsabile del ritardo scientifico del Portogallo, in opposizione al repubblicanesimo, da lui legato alla scienza, progresso e benessere.